# Louis Nelson (Posaunist)
Louis Hall Nelson (* 17. September 1902 in New Orleans; † 5. April 1990 ebenda) war ein US-amerikanischer Jazzposaunist im New Orleans Tailgate-Stil.

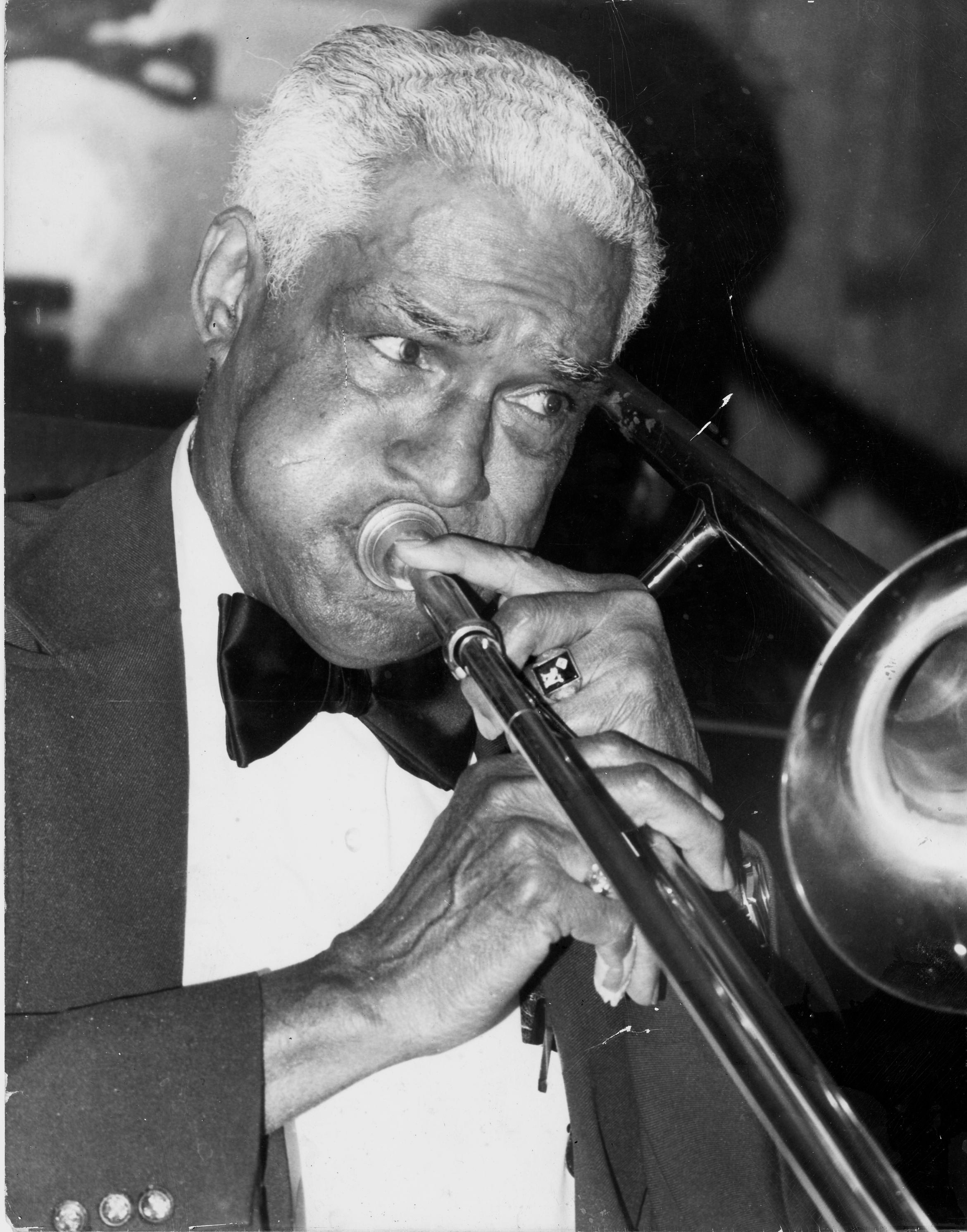
Louis Nelson 1981

## Leben
Nelson wuchs in Napoleonville in Louisiana auf. Seine Mutter hatte am Boston Conservatory studiert und war Mathematiklehrerin, sein Vater Arzt. Er spielte in einer lokalen Band, heiratete 1922 und zog nach New Orleans. In den 1920er Jahren spielte er u. a. mit Buddy Petit, Kid Rena, Chris Kelly, Papa Celestin und seinem Original Tuxedo Orchestra und mit Kid Howard. 1928 starb seine Frau (mit der er zwei Kinder hatte), und er schloss sich der Band von Sidney Desvigne an. Mit ihr spielte er unter anderem vor weißem Publikum im New Orleans Countryclub und Southern Yacht Club (und an zwei Abenden nur für schwarzes Publikum) und auf dem Mississippi-Dampfer S.S. Capitol. Während der Großen Depression war er in einer Band der staatlichen Works Progress Administration tätig und im Zweiten Weltkrieg in einer Navy-Band. Ab 1945 spielte er in der Band von Kid Thomas Valentine, was ihm größere Bekanntheit verschaffte. Er musste allerdings noch weitere Gelegenheitsjobs annehmen, um sich über Wasser zu halten. 1949 machte er seine erste Aufnahme mit Big Eye Louis Nelson, Johnny St. Cyr und anderen.
Nelson spielte ab 1961 im Preservation Hall Orchester in New Orleans (und der danach benannten Band von Billie Pierce und Dee Dee Pierce), was er bis kurz vor seinem Tod an den Folgen eines Autounfalls (mit Fahrerflucht) fortsetzte. Er spielte zweimal die Woche mit Kid Sheik und Sonntags mit eigenen Bands. Nelson war der letzte überlebende Musiker der originalen Preservation Hall Band.
Außerdem spielte er in der Dixieland Hall in der Bourbon Street, tourte weltweit mit New-Orleans-Musikern (zum Beispiel mit George Lewis 1963) und machte zahlreiche Aufnahmen. Er kam in vielen Dokumentarfilmen über New Orleans zu Wort und unterrichtete klassischen New Orleans Jazz an Schulen.